# Syrian Virtual University

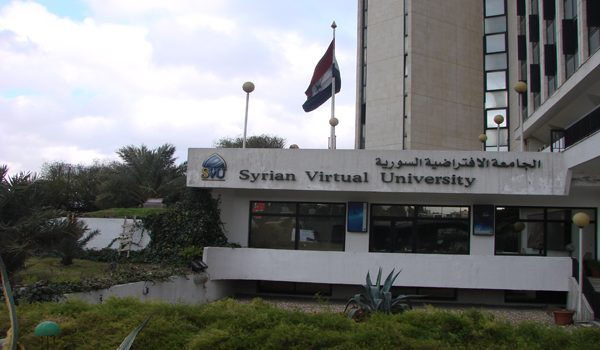
Syrian Virtual University (2010)

Die Syrian Virtual University (SVU) (arabisch الجامعة الإفتراضية السورية, DMG al-Ǧāmiʿa al-Iftirāḍīya as-Sūrīya) ist eine syrische Universität mit dem Hauptsitz in Damaskus Sie bietet als Fernuniversität das Studium über das Internet an. Gegründet wurde die Universität am 2. September 2002 und ist die erste Fernuniversität in der Region, und seit 2006 damit auch die einzige. Zu den Zielen der SVU gehört es, Bildungsangebote für diejenigen zu machen, die lernen wollen, sich aber den Besuch einer "normalen" Universität nicht leisten können. Sie hat ihren Sitz im Gebäude des Ministeriums für höhere Bildung in Damaskus. Die Studierenden können online studieren, müssen aber die Prüfungen in einem der von der Universität akkreditierten Zentren innerhalb und außerhalb Syriens ablegen.